# High on the Happy Side
High on the Happy Side è un album del gruppo musicale britannico Wet Wet Wet, pubblicato nel 1992.
L'album, disponibile su long playing, musicassetta e compact disc, è interamente prodotto, composto e arrangiato dallo stesso gruppo.
Tra il 1991 e l'anno seguente vengono pubblicati cinque singoli contenenti brani presenti nel disco. Tre prima della pubblicazione: "Make It Tonight", "Put the Light On" e "Goodnight Girl"; successivamente "More than Love" e "Lip Service".

## Tracce

### Lato A
1. More Than Love - 4:21
2. Lip Service - 4:59
3. Put the Light On - 3:57
4. High on the Happy Side - 4:38
5. Maybe Tomorrow - 4:17
6. Goodnight Girl - 3:40

### Lato B
1. Celebration - 2:50
2. Make It Tonight - 4:05
3. How Long - 4:15
4. Brand New Sunrise - 2:59
5. Two Days After Midnite - 5:04